# ACT-R
ACT-R (تلفظ /ˌækt ˈɑr/) که به معنای «کنترل انطباقی تفکر—عقلانی» یک نوع معماری شناختی است که عمدتاً توسط جان رابرت اندرسون و کریستین لبییر در دانشگاه کارنگی ملون توسعه یافته است. مانند دیگر معماری‌های شناختی، هدف ACT-R این است که عملیات پایه و تجزیه‌ناپذیر شناختی و ادراکی که ذهن انسان را تشکیل می‌دهد، تعریف کند.
در نظریه ACT-R، هر کاری که انسان‌ها می‌توانند انجام دهند، باید از مجموعه‌ای از همین عملیات مجزا تشکیل شده باشد. بخش بزرگی از مفروضات بنیادین ACT-R نیز از پیشرفت‌های علوم اعصاب شناختی الهام گرفته‌اند. در عین حال می‌توان ACT-R را ابزاری دانست که مشخص می‌کند مغز چگونه سازمان یافته است و این سازمان‌دهی چگونه ماژول‌های پردازشی جداگانه را قادر می‌سازد تا شناخت را شکل دهند.

## الهام
ACT-R از آثار آلن نیوول الهام گرفته است. او همیشه برای مطرح کردن نظریه‌های یکپارچه به‌عنوان تنها راه واقعی برای کشف بنیان‌های شناخت تلاش می‌کرد. در واقع اندرسون، نیوول را مهم‌ترین منبع الهام بر نظریه خود می‌داند.

## شکل و شمایل ACT-R
همانند سایر معماری‌های شناختی تأثیرگذار (از جمله سوآر، کلاریون و EPIC)، نظریه ACT-R نیز به صورت یک پیاده‌سازی رایانشی پیاده‌سازی شده است که از نوع مفسر، و شامل یک زبان کدنویسی ویژه است. خود این مفسر در لیسپ نوشته شده است و می‌توان آن را در هر توزیع زبان لیسپ معمولی بارگیری کرد. این بدین معنی است که هر پژوهشگری می‌تواند کد ACT-R را از وبگاه رسمی ACT-R دریافت کند، آن را در یک توزیع لیسپ معمولی بارگذاری نماید و به کل نظریه در قالب یک مفسر ACT-R دسترسی پیدا کند.
علاوه بر این، چنین کاری به پژوهشگران این امکان را می‌دهد تا دیگر مدل‌های شناخت انسان را در قالب اسکریپتی به زبان ACT-R تعریف کنند. اجزای ابتدایی و انواع داده‌ای این زبان طوری طراحی شده‌اند که بتوانند مفروضات نظری درباره شناخت انسان را منعکس کنند. این مفروضات بر پایه انبوهی از شواهد بدست‌آمده از آزمایش‌های روان‌شناسی شناختی و تصویربرداری از مغز قرار دارند.
ACT-R مانند یک زبان برنامه‌نویسی، یک چارچوب است، بدین معنی که پژوهشگران در ACT-R برای انجام وظایف گوناگون (مثلاً برج هانوی، حافظه متن یا فهرست واژه‌ها، درک زبان، ارتباط، کنترل هواپیما)  «مدل»هایی (یعنی برنامه‌هایی) می‌سازند. این مدل‌ها منعکس‌کننده مفروضات مدل‌سازان درباره آن وظیفه در چارچوب دیدگاه شناختی ACT-R هستند. پس از تکمیل این مرحله می‌توان مدل را اجرا کرد.
با اجرای یک مدل، شبیه‌سازی گام‌به‌گامی از رفتار انسان به صورت خودکار تولید می‌شود که در آن هر عمل شناختی بطور جداگانه (از جمله رمزگذاری و بازیابی حافظه، رمزگذاری دیداری و شنیداری، برنامه‌ریزی و اجرای حرکت‌ها، و دستکاری تصاویر ذهنی) مشخص شده است. هر گام با پیش‌بینی‌های کمّی دو پارمتر میزان تأخیر و دقت عملکرد همراه است. می‌توان مدل را با مقایسه خروجی آن با داده‌های بهدست‌آمده از آزمایش‌های رفتاری محک زد.
در سال‌های اخیر، قابلیت‌های ACT-R گسترش یافته تا بتواند پیش‌بینی‌های کمّی از الگوهای فعال‌سازی در مغز را نیز ارائه کند. این موارد شامل الگوهایی است که در آزمایش‌های تصویربرداری تشدید مغناطیسی کارکردی شناسایی می‌شوند. به طور مشخص، در ACT-R امکان پیش‌بینی شکل و سیر زمانی پاسخ بالد در چندین ناحیه مغزی، از جمله ناحیه‌های دست و دهان در قشر حرکتی، قشر پیش‌پیشانی چپ، قشر سینگولیت قدامی، و عقده‌های قاعدهای فراهم شده است.

### مروری کوتاه
مهم‌ترین فرض در ACT-R این است که دانش انسان را می‌توان به دو گروه تجزیه‌ناپذیر تقسیم کرد: حافظه آشکار و حافظه رویه‌ای. در کد ACT-R، دانش آشکار به شکل «قطعه» نمایش داده می‌شود، یعنی نمایش‌های برداری از ویژگی‌های جداگانه و مستقل، که هرکدام از طریق یک شکاف برچسب‌دار در دسترس خواهد بود. 
قطعه‌ها از طریق «بافر» نگهداری شده و در دسترس قرار می‌گیرند. این بافرها نمای جلوییِ جزئی از سیستم هستند که «ماژول» نامیده می‌شود، یعنی ساختارهای تخصصی و عمدتاً مستقل در مغز.
دو نوع ماژول وجود دارد:
- ماژول‌های ادراکی–حرکتی: که ارتباط با جهان واقعی (یا شبیه‌سازی جهان واقعی) را بر عهده دارند. توسعه‌یافته‌ترین ماژول‌های ادراکی–حرکتی در ACT-R، ماژول‌های دیداری و دستی هستند.
- ماژول‌های حافظه: در ACT-R دو نوع ماژول حافظه وجود دارد:
  - حافظه آشکار که شامل حقایقی نظیر «واشینگتن، دی.سی. پایتخت ایالات متحده است»، «فرانسه کشوری در اروپا است» یا «‏۲+۳=۵»
  - حافظه رویه‌ای که از تولیدها[خ] تشکیل شده است. تولیدها، دانش درباره چگونگی انجام کارها را بازنمایی می‌کنند؛ برای نمونه، دانشی درباره نحوه تایپ حرف «Q» روی صفحه‌کلید، یا دانشی درباره نحوه رانندگی، یا انجام عمل جمع.

تمام ماژول‌ها فقط از طریق بافرهایشان در دسترس هستند. محتوای بافرها در یک لحظه خاص، حالت ACT-R را در آن لحظه نشان می‌دهد. تنها استثنا، ماژول رویه‌ای است که دانش رویه‌ای را ذخیره و اعمال می‌کند. این ماژول بافر قابل‌دستیابی ندارد و در واقع برای دسترسی به محتوای سایر ماژول‌ها استفاده می‌شود. دانش رویه‌ای به شکل «تولیدها» نمایش داده می‌شود. واژه «تولید» بازتاب‌دهنده پیاده‌سازی واقعی ACT-R به‌عنوان یک سامانه تولیدی است، اما در عمل، یک «تولید» در درجه نخست یک نمادسازی صوری است که جریان اطلاعات از نواحی قشری (یعنی بافرها) به عقده‌های قاعدهای و بالعکس (بازگشت به قشر) را مشخص می‌کند. در هر لحظه، یک الگو-یاب داخلی به دنبال تولیدی می‌گردد که با حالت کنونی بافرها مطابقت داشته باشد. در هر لحظه فقط یک تولید می‌تواند اجرا شود. با اجرای آن تولید، محتوای بافرها دست‌خوش تغییر می‌شود و در نتیجه حالت سامانه نیز تغییر می‌کند. بنابراین، در ACT-R، فرایند شناخت به صورت پشت‌سرهم از فعال شدن تولیدها پدیدار می‌شود.

### مبحث تقابل نمادگرایی  پیوندگرایی
در علوم شناختی، نظریه‌های گوناگون معمولاً تنها به یکی از رویکردهای «نمادگرا» یا «پیوندگرا» نسبت داده می‌شوند. در این میان، ACT-R مشخصاً در حوزه «نمادگرا» جای دارد و در کتاب‌های درسی و مجموعه‌های استاندارد نیز این چنین طبقه‌بندی می‌شود. اجزای آن (قطعه‌ها و تولیدها) گسسته هستند و عملیات آنها نحوی است، یعنی به محتوای معنایی بازنمایی‌ها ارجاع نمی‌دهد، بلکه تنها به ویژگی‌هایی از آنها نگاه می‌کند که برای مشارکت در محاسبات مناسب هستند. این امر در شکاف‌های قطعه‌ها و ویژگی‌های تطبیق بافر در تولیدها کاملاً مشهود است. هر دوی آن‌ها مانند متغیرهای نمادین استاندارد عمل می‌کنند. اعضای جامعه ACT-R، از جمله توسعه‌‌دهندگان آن، ترجیح می‌دهند ACT-R را به عنوان چارچوبی کلی در نظر بگیرند که توضیح می‌دهد مغز چگونه سازمان یافته است و این سازمان‌دهی چگونه به آنچه در روان‌شناسی شناختی «ذهن» تلقی و مطالعه می‌شود، شکل می‌دهد. این دیدگاه فراتر از بحث سنتی نمادگرا/پیوندگرا است. در عین حال، این رویکرد با طبقه‌بندی ACT-R در حوزه سامانه‌های نمادگرا منافاتی ندارد، چرا که همه رویکردهای نمادگرا به شناخت، می‌کوشند ذهن را به عنوان حاصل عملکرد مغز، متشکل از اجزا و سامانه‌ها، توصیف کنند. 
یک بدفهمی رایج این است که چون ACT-R می‌کوشد عملکرد مغز را توصیف کند، ممکن است سامانه‌ای نمادگرا نباشد. این تصور از دو جهت نادرست است: 
- نخست، همه رویکردهای محاسباتی به مدل‌سازی شناخت (چه نمادگرا و چه غیر آن) باید به نوعی عملکرد مغز را توصیف کنند، چراکه ذهن همان عملکرد مغز است.

- دوم، همه این رویکردها - از جمله رویکردهای پیوندگرا - می‌کوشند ذهن را در سطح توصیف شناختی تبیین کنند، نه در سطح نورونی؛ زیرا تنها در سطح شناختی می‌توان به تعمیم‌های مهم دست یافت.[۴]

بدفهمی‌های دیگری نیز به دلیل ویژگی‌های شرکت‌پذیری برخی از خصوصیات ACT-R پدید می‌آید، مانند اینکه قطعه‌ها سیگنال فعال‌سازی را بین یکدیگر انتشار می‌دهند یا اینکه قطعه‌ها و تولیدها تنها ویژگی‌های کمّی که به خودشان مرتبط است را منتقل می‌کنند. هیچ‌یک از این‌ها با ماهیت بنیادین نمادین این اجزا تناقض ندارد، زیرا نقش آن‌ها در گزینش واحدها و در نهایت در محاسبه، همچنان در چارچوبی نمادین صورت می‌گیرد.

### نظریه، پیاده‌سازی، و ACT-R خالص
توسعه‌دهندگان ACT-R همواره بر اهمیت تمایزگذاری میان خود نظریه و پیاده‌سازی آن تأکید دارند. در واقع، بخش قابل‌توجهی از پیاده‌سازی، بازتاب‌دهنده تمام نظریه نیست. برای مثال، در پیاده‌سازی کنونی، «ماژول»‌های اضافی وجود دارند که صرفاً به دلیل اهداف محاسباتی ایجاد شده‌اند و قرار نیست نشان‌دهنده چیزی در مغز باشند (برای نمونه، ماژولی وجود دارد که مولد اعداد شبه‌تصادفی را در خود جای داده). 
همچنین این پیاده‌سازی طوری طراحی شده که پژوهشگران بتوانند نظریه را تغییر دهند؛ مثلاً پارامترهای استاندارد را عوض کنند یا ماژول‌های جدیدی بسازند و رفتار ماژول‌های موجود را بطور جزئی اصلاح کنند. 
و نهایتاً، اگرچه آزمایشگاه اندرسون در دانشگاه کارنگی ملون کد رسمی ACT-R را نگهداری و منتشر می‌کند، ولی پیاده‌سازی‌های جایگزین دیگری از نظریه نیز همزمان ارائه و منشتر شده‌اند. از جمله «jACT-R» (نوشته آنتونی هریسون در آزمایشگاه پژوهش نیروی دریایی) که با زبان جاوا پیاده‌سازی شده و «Python ACT-R» که به زبان پایتون است و توسط ترنس استیوارت و رابرت وست در دانشگاه کارلتون کانادا توسعه یافته است.
ACT-RN (که اکنون دیگر پشتیبانی نمی‌شود) نیز پیاده‌سازی کاملاً عصب‌محور از نسخه ۱۹۹۳ نظریه بود. تمامی این نسخه‌ها کاملاً کاربردی بودند و مدل‌های متعددی با هریک از آن‌ها نوشته و اجرا شده‌اند. 
به دلیل این آزادی عمل در پیاده‌سازی، جامعه ACT-R هنگامی که از نسخه رسمی مبتنی بر لیسپ استفاده شود و نظریه را در شکل اصلی خودش، و بدون تغییر به‌کار بگیرند، از اصطلاح «ACT-R خالص» استفاده می‌کند.

## کاربردها
در گذر زمان، از مدل‌های ACT-R در بیش از ۷۰۰ مقاله علمی گوناگون استفاده شده است و در مقالات بسیار بیشتری نیز ارجاع داده شده است.

### حافظه، توجه و کنترل اجرایی
سامانه حافظه آشکار در ACT-R از همان آغاز برای مدل‌سازی حافظه انسانی به کار رفته است. در طی سال‌ها، این مدل برای شبیه‌سازی شمار فراوانی از پدیده‌های شناخته‌شده استفاده شده است، از جمله «اثر هوادار» در تداخل اطلاعات مرتبط، اثر تازگی و اثر برتری در حافظه فهرستی، و یادآوری سریالی.
ACT-R برای مدل‌سازی فرایندهای توجه و کنترل در پارادایم‌های شناختی گوناگون نیز به کار رفته است. از جمله در وظیفه استروپ، انعطاف‌پذیری در وظایف، دوره مقاوم روان‌شناختی، و چندوظیفگی.

### زبان طبیعی
گروهی از پژوهشگران برای مدل‌سازی جنبه‌های گوناگون زبان طبیعی از ACT-R بهره گرفته‌اند. این مدل‌ها شامل مدل‌سازی تجزیه نحوی، درک زبان، فراگیری زبان، و درک استعاره می‌شوند.

### وظایف پیچیده
از ACT-R برای توصیف شیوه حل مسائل پیچیده توسط انسان (مانند برج هانوی، یا چگونگی حل معادلات جبری) استفاده شده است. همچنین در مدل‌سازی رفتار انسان هنگام رانندگی و هدایت هواپیما نیز به کار رفته است.
با افزودن قابلیت‌های ادراکی–حرکتی، استفاده از ACT-R در حوزه فاکتورهای انسانی و تعامل انسان–رایانه رشد چشمگیری یافته است. برای نمونه، در مدل‌سازی رفتار رانندگی تحت شرایط مختلف، جستجوی بصری در فهرست منوهای نرم‌افزار، و مرور وب.

### علوم اعصاب شناختی
در سال‌های اخیر، ACT-R برای پیش‌بینی الگوهای فعال‌سازی مغز در آزمایش‌های تصویربرداری نیز بکار رفته است. مدل‌های ACT-R بطور موفقیت‌آمیزی فعال شدن قشر پیش‌پیشانی و آهیانه‌ای را در بازیابی حافظه، فعالیت قشر سینگولیت قدامی را در عملیات کنترل، و تغییرات ناشی از تمرین در فعالیت مغزی را شبیه‌سازی کرده‌اند.

### آموزش
بارها از ACT-R به‌عنوان زیربنای مربیان شناختی استفاده شده است. این سامانه‌ها یک مدل ACT-R درونی دارند تا رفتار دانش‌آموز را شبیه‌سازی کنند و آموزش و برنامه درسی شخصی‌سازی‌شده ارائه دهند، بطوری‌که تلاش کنند دشواری‌های احتمالی دانش‌آموز را حدس بزنند و پشتبانی فراهم سازند. این «مربیان شناختی» در پژوهش‌های یادگیری و مدل‌سازی شناختی، بویژه در مرکز علوم یادگیری پیتسبرگ کاربرد داشته‌اند و نسخه‌های موفقی مانند «مربی شناختی ریاضیات» در هزاران مدرسه در سراسر ایالات متحده استفاده می‌شوند.

## تاریخچه کوتاه

### سال‌های اولیه: ۱۹۷۳ تا ۱۹۹۰
ACT-R میراث‌دار نهایی مجموعهای از مدل‌های بهتدریج دقیق‌تر از شناخت انسان است که توسط جان رابرت اندرسون شکل گرفته‌اند. ریشه آن به مدل HAM (حافظه تداعی‌گرای انسان) در ۱۹۷۳ بازمی‌گردد که اندرسون و گوردون باور ارائه کردند. مدل HAM سپس به اولین نسخه نظریه ACT گسترش یافت. این نخستین باری بود که حافظه رویه‌ای به سیستم حافظه آشکار اولیه اضافه شد و تمایز محاسباتی‌ای را معرفی کرد که بعدها نشان داده شد در مغز انسان نیز وجود دارد. سپس این نظریه در مدل ACT* بیشتر بسط یافت.

### همگرایی با تحلیل عقلانی: ۱۹۹۰ تا ۱۹۹۸
در اواخر دهه ۱۹۸۰، اندرسون بر رویکردی ریاضی با عنوان «تحلیل عقلانی» متمرکز شد. فرض بنیادین در تحلیل عقلانی این بود که شناخت انسان به شکل بهینه‌ای سازگار است و برآوردهای دقیق از کارکردهای شناختی، ویژگی‌های آماری محیط را منعکس می‌کند. در ادامه اندرسون به توسعه نظریه ACT بازگشت و تحلیل عقلانی را به‌عنوان چارچوبی یکپارچه وارد کرد. به همین دلیل نام نظریه به «ACT-R» تغییر یافت و حرف «R» نشان‌دهنده «Rational» است.
در سال ۱۹۹۳، اندرسون با کریستین لبییر آشنا شد. لبییر در حوزه مدل‌های پیوندگرا و بویژه الگوریتم «همبستگی آبشاری» در همکاری با اسکات فالمن شناخته شده بود. همکاری آن‌ها به انتشار ACT-R نسخه 4.0 انجامید. به لطف مایک برن، نسخه 4.0 شامل قابلیت‌های ادراکی–حرکتی (با الهام از معماری EPIC) نیز می‌شد که کاربرد نظریه را بسیار گسترش داد.

### تصویربرداری مغزی و ساختار ماژولار: ۱۹۹۸ تا ۲۰۱۵
پس از عرضه ACT-R 4.0، اندرسون رفته رفته به توجیه عصب‌شناختی نظریه خود علاقه‌مند شد و مطالعات تصویربرداری مغزی را آغاز کرد. نیاز به تطبیق با مکان‌یابی‌های مغزی منجر به بازنگری گسترده‌ای در نظریه شد. در ACT-R 5.0، مفهوم ماژول‌ها مطرح شد که مجموعه‌ای تخصصی از بازنمایی‌های رویه‌ای و آشکار را شامل می‌شدند و می‌توانست با سیستم‌های مغزی شناخته‌شده نگاشت پیدا کند. بعلاوه، تعامل بین حافظه رویه‌ای و آشکار در این مرحله، از طریق بافرهایی انجام می‌گرفت که در عمل،سازوکار فعال نگه داشتن اطلاعات بودند.
نسخه جدید کدتر، یعنی ACT-R 6.0، در سال ۲۰۰۵ ارائه شد و پیشرفت‌های مهمی در زبان کدنویسی ACT-R داشت. از جمله ویژگی «تطبیق الگوی پویا»  در مشخصات تولیدها افزوده شد که انعطاف بیشتری در اشاره به اسلات‌های بافر داشت. شرح کامل و اهداف نسخه 6.0 در مقاله اندرسون (۲۰۰۷) آمده است.

### ACT-R 7.0: از ۲۰۱۵ تاکنون
در کارگاه سال ۲۰۱۵ پیشنهاد شد که تغییرات نرم‌افزاری صورت‌گرفته مستلزم افزایش در شماره‌گذاری نسخه‌ها به ACT-R 7.0 است. یکی از تغییرات مهم در نسخه جدید، حذف الزام استفاده از «نوع قطعه» از پیش تعریف‌شده بود. این باعث شد پژوهشگران در نمایش دانش (بویژه هنگام یادگیری اطلاعات جدید) آزادی بیشتری داشته باشند. همچنین باعث ساده‌تر شدن نحوه نگارش اعمال در تولیدها شد، چراکه اکنون همگی شکل نحوی یکسانی دارند. افزون بر این، یک رابط راه‌دور بر پایه JSON RPC 1.0 به کد افزوده شد تا کار با زبان‌های دیگر بغیر از لیسپ را آسان‌تر کند. آموزش‌های عرضه‌شده با نرم‌افزار نیز با مثال‌های پایتون به‌روزرسانی شده‌اند.

### کارگاه و مدرسه تابستانی
در سال ۱۹۹۵، دانشگاه کارنگی ملون میزبانی کارگاه سالانه و مدرسه تابستانی ACT-R را آغاز کرد. امروزه، کارگاه ACT-R در کنفرانس سالانه MathPsych/ICCM برگزار می‌شود و مدرسه تابستانی آن هرساله در پردیس دانشگاه کارنگی ملون (هم به صورت حضوری و هم مجازی) تشکیل می‌گردد.

### پروژه‌های جانبی
سیر طولانی توسعه نظریه ACT-R موجب تولد پروژه‌های موازی و مرتبطی شده است. از جمله سیستم تولیدی PUPS، نخستین پیاده‌سازی نظریه اندرسون که بعدها رها شد؛ و ACT-RN، یک پیاده‌سازی عصبی کامل از نسخه ۱۹۹۳ نظریه که اکنون متوقف شده است. همچنین، لین ردر در دانشگاه کارنگی ملون مدل SAC را توسعه داد که از بسیاری جهات با هسته حافظه آشکار ACT-R شباهت‌هایی دارد.
در رساله دکتری کریستوفر دَنسی در دانشگاه کارنگی ملون، مدل «ACT-R/Phi» ایجاد شد که ماژول‌های فیزیولوژیکی را به ACT-R افزود تا بتواند با فرایندهای فیزیولوژیکی انسان هم‌گام شود. 
پیاده‌سازی سبکی نیز به نام «pyACTUp» وجود دارد که تنها بخش حافظه کاری در ACT-R را در پایتون پیاده‌سازی کرده و برای مدل‌های یادگیری نظارت‌شده سبک بکار می‌رود. این مدل توسط دان مریسون توسعه یافته است. در این مدل، ACT-R بصورت یک یادگیری نظارت‌شده تک مُدی برای وظایف خوشه بندی پیاده سازی شده است. 